# Elisabethhöhe

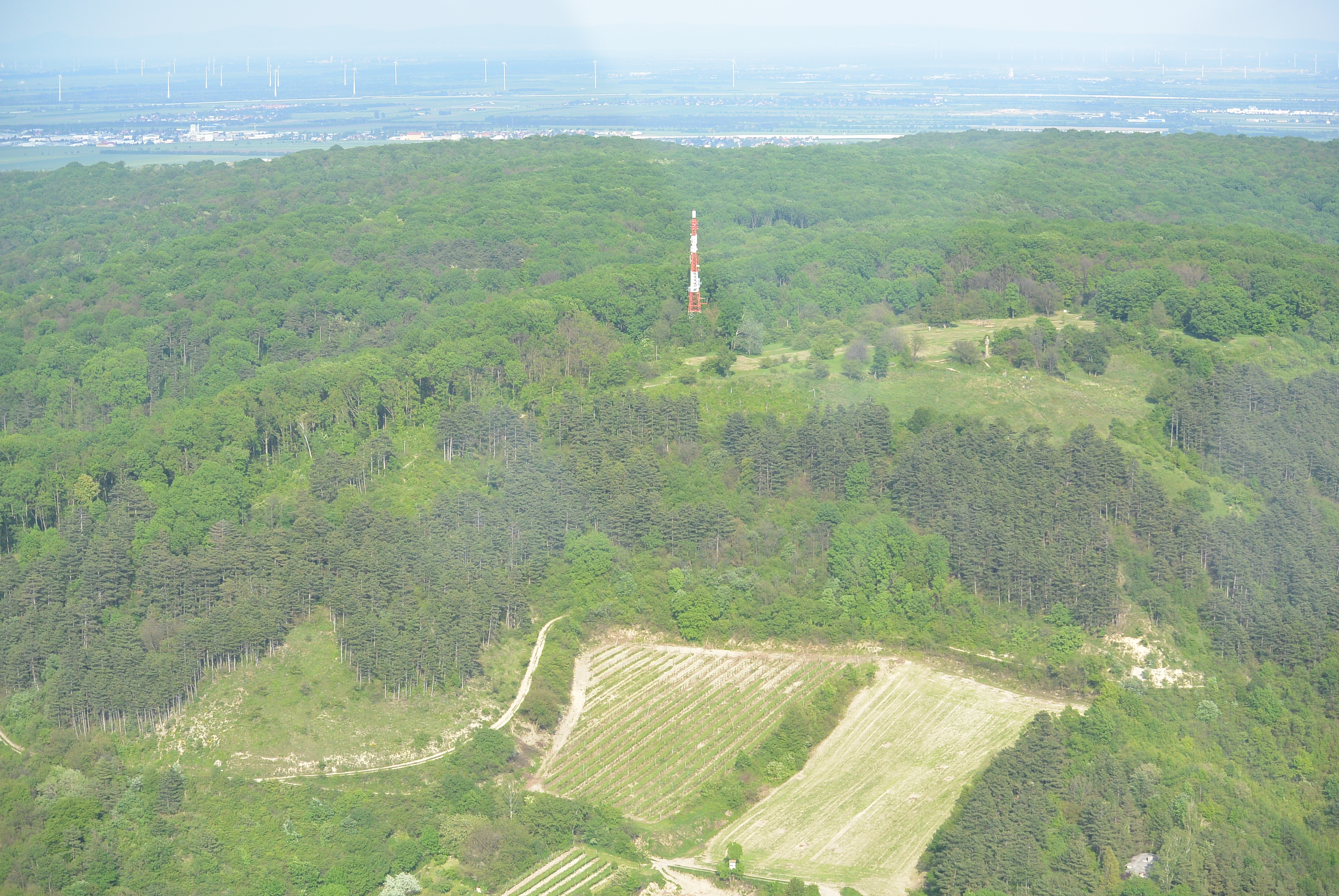
Elisabethhöhe (rechts vom Sender)

Die Elisabethhöhe ist mit 358 m ü. A. Höhe die höchste Stelle des Bisamberges im österreichischen Bundesland Niederösterreich.
Von der Ortschaft Bisamberg führt eine Straße auf den Bisamberg, von wo man rund 500 Meter auf Schotterwegen durch den Wald bis zur Elisabethhöhe zurücklegen muss. Dort hat man einen guten Ausblick auf die Donau und die angrenzenden Gebiete.
Am 11. Juni 1899 wurde im Gedenken an die 1898 ermordete Kaiserin Elisabeth „auf der höchsten Erhebung des Bisamberges“ (der heutigen Elisabethhöhe) die Elisabethsäule eingeweiht.